# 木氏宦譜

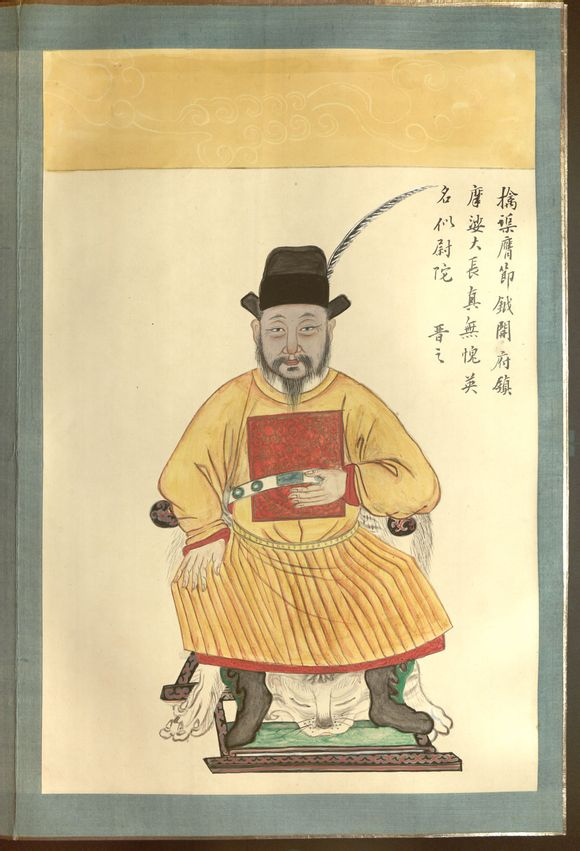
木氏宦譜の中の絵

『木氏宦譜』は、麗江の土司である木氏の家譜であり、麗江の歴史を研究する重要史料である。現存する『木氏宦譜』は文譜本・図譜本・石刻本の3種に分かれる。
- 文譜本 - 正式名称は『玉竜山霊脚陽伯那木氏賢子孫大族宦譜』であり、天羨従従よりナシ族の創立から始まり木徳一代に至るまでの事跡を記載し、併せて木得から木徳までの期間の歴代土司の家譜家系図を附してある。文譜の前には1516年（正徳11年）張志淳作の序が附してあり、分布の最後には1588年（万暦戊子年）の朱桂林作の『木氏宦譜重叙』が附してある。この版本は、ジョセフ・ロックによって『木氏宦譜（乙）』と称され、方国瑜によって『木氏宦譜（詳本）』と称された。ジョセフ・ロックはこの本を翻訳して英文にした時、さらに天羨従従から哥来秋までの間の歴代人物の上にトンパ文字の書き方を附した。
- 図譜本 - 正式名称は『木氏帰命永世之図』であり、第一代爺爺から第二十五世木徳までの簡略な事跡を記載し、併せて第一代爺爺から第二十九代木景までの画像を付している。図譜の前には、楊慎・陳釗鏜・曹永賢の序を附してある。この版本はジョセフ・ロックによって『木氏宦譜（乙）』と称され、方国瑜によって『木氏宦譜（略本）』と称された。
- 石刻本 - すなわち『木氏歴代宗譜碑』、麗江市古城区金山郷東元村の木氏墓地で発見され、現在、麗江トンパ文化博物館蔵。